# Wakeboard ai Giochi mondiali 2025
Le competizioni di wakeboard ai Giochi mondiali 2025 si sono svolte tra il 9 e il 10 agosto 2025 presso il Lago Sancha di Chengdu, in Cina.

## Podi

### Uomini
| Specialità           | Oro           | Argento        | Bronzo           |
| Cavo (dettagli)      | Loic Deschaux | Max Milde      | Florian Weiherer |
| Skim (dettagli)      | Jett Lambert  | Zhuang Tiancai | Cheng Chun Hin   |
| Freestyle (dettagli) | Noah Bollard  | Shota Tezuka   | Kim Yun-seo      |

### Donne
| Specialità           | Oro         | Argento            | Bronzo           |
| Cavo (dettagli)      | Julia Rick  | Vanessa Tittarelli | Sanne Meijer     |
| Skim (dettagli)      | Bailey Rush | Sonya Sokolova     | Moon Joo-hee     |
| Freestyle (dettagli) | Xu Lu       | Alice Virag        | Eugenia de Armas |

## Medagliere
| Posiz. | Nazione       | Oro | Argento | Bronzo | Totale |
| ------ | ------------- | --- | ------- | ------ | ------ |
| 1      | Germania      | 1   | 1       | 1      | 3      |
| 2      | Cina          | 1   | 1       | 0      | 2      |
| 3      | Australia     | 1   | 0       | 0      | 1      |
| 3      | Canada        | 1   | 0       | 0      | 1      |
| 3      | Francia       | 1   | 0       | 0      | 1      |
| 3      | Stati Uniti   | 1   | 0       | 0      | 1      |
| 7      | Italia        | 0   | 2       | 0      | 2      |
| 8      | Giappone      | 0   | 1       | 0      | 1      |
| 8      | Ucraina       | 0   | 1       | 0      | 1      |
| 10     | Corea del Sud | 0   | 0       | 2      | 2      |
| 11     | Argentina     | 0   | 0       | 1      | 1      |
| 11     | Hong Kong     | 0   | 0       | 1      | 1      |
| 11     | Paesi Bassi   | 0   | 0       | 1      | 1      |
| Totale | Totale        | 6   | 6       | 6      | 18     |